# Lo Tsung-Jui
Lo Tsung-Jui (13 de julio de 1991) es un deportista taiwanés que compitió en taekwondo. Ganó una medalla de bronce en los Juegos Asiáticos de 2010 en la categoría de –68 kg.

## Palmarés internacional
| Representando a China Taipéi |                |                   |           |
| Juegos Asiáticos             |                |                   |           |
| Año                          | Lugar          | Medalla           | Categoría |
| 2010                         | Cantón (China) | Medalla de bronce | –68 kg    |